# Saison 1993 de l'ATP
Cet article traite de la saison 1993 masculine. Pour la saison 1993 féminine, voir Saison 1993 de la WTA.
Vainqueurs des tournois majeurs
La saison 1993 de l'ATP correspond à l'ensemble des tournois de tennis professionnels organisés par l'ATP entre janvier et décembre 1993.

## Résumé de la saison
Pete Sampras confirme enfin son énorme potentiel en réalisant le double Wimbledon - US Open. Il termine l'année à la première place mondiale, entamant une série record de 6 ans consécutifs à cette position.
Jim Courier, déchu de sa première place, réalise malgré tout une grande saison. Il réalise un petit Chelem de finales, dont l'Open d'Australie, qu'il remporte. Il termine l'année no 3 mondial, au coude-à-coude avec Michael Stich, vainqueur du Masters, de deux tournois Super 9 et de la coupe Davis.
Sergi Bruguera domine la saison sur terre battue (4 titres), avec en point d'orgue une victoire à Roland-Garros.
Stefan Edberg, numéro mondial deux ans plus tôt, est lui sur le déclin. Sa finale perdue à l'Open d'Australie est sa dernière en Grand Chelem. Son seul titre cette saison est le tournoi World Series de Madrid.
Cédric Pioline, finaliste à l'US Open et à Monte-Carlo, détrône Guy Forget (blessé la majeure partie de la saison), en tant que no 1 français. Il atteint même le top 10 en fin de saison. Arnaud Boetsch fait lui son apparition dans le top 20.

## Classements

### Evolution du top 10
| Rang | Nom              | Points |
| ---- | ---------------- | ------ |
| 1    | Jim Courier      | 3599   |
| 2    | Stefan Edberg    | 3236   |
| 3    | Pete Sampras     | 3074   |
| 4    | Goran Ivanišević | 2718   |
| 5    | Boris Becker     | 2530   |
| 6    | Michael Chang    | 2277   |
| 7    | Petr Korda       | 2174   |
| 8    | Ivan Lendl       | 1985   |
| 9    | Andre Agassi     | 1852   |
| 10   | Richard Krajicek | 1816   |

| Rang | Nom             | Points |
| ---- | --------------- | ------ |
| 1    | Mark Woodforde  | 3085   |
| 2    | Todd Woodbridge | 3072   |
| 3    | Jim Grabb       | 2961   |
| 4    | Richey Reneberg | 2895   |
| 5    | Kelly Jones     | 2404   |
| 6    | Rick Leach      | 2322   |
| 7    | Patrick McEnroe | 2235   |
| 8    | Jakob Hlasek    | 2219   |
| 9    | John McEnroe    | 2203   |
| 10   | Anders Järryd   | 2107   |

| Rang | Nom             | Points           |      |
| ---- | --------------- | ---------------- | ---- |
| 1    | en augmentation | Pete Sampras     | 4128 |
| 2    | en augmentation | Michael Stich    | 3445 |
| 3    | en diminution   | Jim Courier      | 3390 |
| 4    | en augmentation | Sergi Bruguera   | 2590 |
| 5    | en diminution   | Stefan Edberg    | 2571 |
| 6    | en augmentation | Andreï Medvedev  | 2415 |
| 7    | en diminution   | Goran Ivanišević | 2186 |
| 8    | en diminution   | Michael Chang    | 2154 |
| 9    | en augmentation | Thomas Muster    | 2033 |
| 10   | en augmentation | Cédric Pioline   | 2012 |

| Rang | Nom             | Points            |      |
| ---- | --------------- | ----------------- | ---- |
| 1    | en augmentation | Grant Connell     | 2632 |
| 2    | en augmentation | Patrick Galbraith | 2628 |
| 3    | en diminution   | Todd Woodbridge   | 2393 |
| 4    | en augmentation | Paul Haarhuis     | 2353 |
| 5    | en augmentation | Byron Black       | 2245 |
| 6    | en augmentation | Luke Jensen       | 2161 |
| 7    | en augmentation | Gary Muller       | 2120 |
| 8    | en diminution   | Mark Woodforde    | 2022 |
| 9    | en augmentation | Cyril Suk         | 2008 |
| 10   | en augmentation | Jonathan Stark    | 1981 |

### Statistiques du top 20
| N° | Joueur            | Pays | Évolution |
| -- | ----------------- | ---- | --------- |
| 1  | Pete Sampras      |      | +2        |
| 2  | Michael Stich     |      | +13       |
| 3  | Jim Courier       |      | −2        |
| 4  | Sergi Bruguera    |      | +12       |
| 5  | Stefan Edberg     |      | −3        |
| 6  | Andreï Medvedev   |      | +17       |
| 7  | Goran Ivanišević  |      | −2        |
| 8  | Michael Chang     |      | −2        |
| 9  | Thomas Muster     |      | +9        |
| 10 | Cédric Pioline    |      | +23       |
| 11 | Boris Becker      |      | −7        |
| 12 | Petr Korda        |      | −5        |
| 13 | Todd Martin       |      | +76       |
| 14 | Magnus Gustafsson |      | +34       |
| 15 | Richard Krajicek  |      | −5        |
| 16 | Marc Rosset       |      | +22       |
| 17 | Karel Nováček     |      | +5        |
| 18 | Alexander Volkov  |      | −1        |
| 19 | Ivan Lendl        |      | −9        |
| 20 | Arnaud Boetsch    |      | +6        |

## Palmarès

### Simple
| No | Date       | Nom et lieu du tournoi                                | Catégorie           | Dotation    | Surface         | Vainqueur              | Finaliste           | Score                     |         |
| -- | ---------- | ----------------------------------------------------- | ------------------- | ----------- | --------------- | ---------------------- | ------------------- | ------------------------- | ------- |
| 1  | 04/01/1993 | Australian Men's Hardcourt Championships, Adélaïde    | World Series        | 157 500 $   | Dur (ext.)      | Nicklas Kulti          | Christian Bergström | 3-6, 7-5, 6-4             |         |
| 2  | 04/01/1993 | Kuala Lumpur Open, Kuala Lumpur                       | World Series        | 275 000 $   | Dur (ext.)      | Richey Reneberg        | Olivier Delaître    | 6-3, 6-1                  |         |
| 3  | 04/01/1993 | Qatar Open, Doha                                      | World Series        | 450 000 $   | Dur (ext.)      | Boris Becker           | Goran Ivanišević    | 7-64, 4-6, 7-5            |         |
| 4  | 11/01/1993 | NSW Open, Sydney                                      | World Series        | 275 000 $   | Dur (ext.)      | Pete Sampras           | Thomas Muster       | 7-67, 6-1                 | Tableau |
| 5  | 11/01/1993 | Heineken Open, Auckland                               | World Series        | 157 500 $   | Dur (ext.)      | Alexander Volkov       | MaliVai Washington  | 7-62, 6-4                 |         |
| 6  | 11/01/1993 | Jakarta Open, Jakarta                                 | World Series        | 275 000 $   | Dur (ext.)      | Michael Chang          | Carl-Uwe Steeb      | 2-6, 6-2, 6-1             |         |
| 7  | 18/01/1993 | Ford Australian Open, Melbourne                       | G. Chelem           | 1 942 170 $ | Dur (ext.)      | Jim Courier            | Stefan Edberg       | 6-2, 6-1, 2-6, 7-5        | Tableau |
| 8  | 01/02/1993 | Dubai Tennis Championships, Dubaï                     | World Series        | 1 000 000 $ | Dur (ext.)      | Karel Nováček          | Fabrice Santoro     | 7-5, 6-4                  |         |
| 9  | 01/02/1993 | Open 13, Marseille                                    | World Series        | 500 000 $   | Dur (int.)      | Marc Rosset            | Jan Siemerink       | 6-2, 7-61                 | Tableau |
| 10 | 01/02/1993 | Volvo Tennis San Francisco, San Francisco             | World Series        | 275 000 $   | Dur (ext.)      | Andre Agassi           | Brad Gilbert        | 6-2, 64-7, 6-2            |         |
| 11 | 08/02/1993 | Muratti Time Indoor, Milan                            | Championship Series | 675 000 $   | Moquette (int.) | Boris Becker           | Sergi Bruguera      | 6-3, 6-3                  |         |
| 12 | 08/02/1993 | Kroger St. Jude, Memphis                              | Championship Series | 655 000 $   | Dur (int.)      | Jim Courier            | Todd Martin         | 5-7, 7-64, 7-64           |         |
| 13 | 15/02/1993 | Comcast U.S. Indoor, Philadelphie                     | Championship Series | 575 000 $   | Dur (int.)      | Mark Woodforde         | Ivan Lendl          | 5-4 ab.                   |         |
| 14 | 15/02/1993 | Eurocard Open, Stuttgart                              | Championship Series | 2 125 000 $ | Moquette (int.) | Michael Stich          | Richard Krajicek    | 4-6, 7-5, 7-64, 3-6, 7-5  |         |
| 15 | 22/02/1993 | ABN AMRO World Tennis Tournament, Rotterdam           | World Series        | 575 000 $   | Moquette (int.) | Anders Järryd          | Karel Nováček       | 6-3, 7-5                  |         |
| 16 | 22/02/1993 | Tennis Channel Open, Scottsdale                       | World Series        | 275 000 $   | Dur (ext.)      | Andre Agassi           | Marcos Ondruska     | 6-2, 3-6, 6-3             |         |
| 17 | 22/02/1993 | Abierto Mexicano Telcel, Mexico                       | World Series        | 275 000 $   | Terre (ext.)    | Thomas Muster          | Carlos Costa        | 6-2, 6-4                  |         |
| 18 | 01/03/1993 | Copenhagen Open, Copenhague                           | World Series        | 175 000 $   | Dur (ext.)      | Andrei Olhovskiy       | Nicklas Kulti       | 7-5, 3-6, 6-2             |         |
| 19 | 01/03/1993 | Newsweek Champions Cup, Indian Wells                  | Super 9             | 1 400 000 $ | Dur (ext.)      | Jim Courier            | Wayne Ferreira      | 6-3, 6-3, 6-1             | Tableau |
| 20 | 08/03/1993 | Lipton Championships, Key Biscayne                    | Super 9             | 1 400 000 $ | Dur (ext.)      | Pete Sampras           | MaliVai Washington  | 6-3, 6-2                  | Tableau |
| 21 | 08/03/1993 | Zaragoza Open, Saragosse                              | World Series        | 175 000 $   | Moquette (int.) | Karel Nováček          | Jonas Svensson      | 3-6, 6-2, 6-1             |         |
| 22 | 15/03/1993 | Grand Prix Hassan II, Casablanca                      | World Series        | 175 000 $   | Terre (ext.)    | Guillermo Pérez Roldán | Younès El Aynaoui   | 6-4, 6-3                  |         |
| 23 | 29/03/1993 | Salem Open, Osaka                                     | World Series        | 475 000 $   | Dur (ext.)      | Michael Chang          | Amos Mansdorf       | 6-4, 6-4                  |         |
| 24 | 29/03/1993 | South African Open, Johannesburg                      | World Series        | 275 000 $   | Dur (ext.)      | Aaron Krickstein       | Grant Stafford      | 6-4, 6-4                  |         |
| 25 | 29/03/1993 | Estoril Open, Estoril                                 | World Series        | 500 000 $   | Terre (ext.)    | Andrei Medvedev        | Karel Nováček       | 6-4, 6-2                  |         |
| 26 | 05/04/1993 | Torneo Godó, Barcelone                                | Championship Series | 750 000 $   | Terre (ext.)    | Andrei Medvedev        | Sergi Bruguera      | 67-7, 6-3, 7-5, 6-4       |         |
| 27 | 05/04/1993 | Japan Open Tennis Championships, Tokyo                | Championship Series | 915 000 $   | Dur (ext.)      | Pete Sampras           | Brad Gilbert        | 6-2, 6-2, 6-2             |         |
| 28 | 12/04/1993 | Salem Open, Hong Kong                                 | World Series        | 275 000 $   | Dur (ext.)      | Pete Sampras           | Jim Courier         | 6-3, 61-7, 7-62           |         |
| 29 | 12/04/1993 | Philips Open, Nice                                    | World Series        | 275 000 $   | Terre (ext.)    | Marc-Kevin Goellner    | Ivan Lendl          | 1-6, 6-4, 6-2             |         |
| 30 | 12/04/1993 | U.S. Men's Clay Court Championships, Charlotte        | World Series        | 275 000 $   | Terre (ext.)    | Horacio de la Peña     | Jaime Yzaga         | 3-6, 6-3, 6-4             |         |
| 31 | 19/04/1993 | KAL Cup Korea Open, Séoul                             | World Series        | 175 000 $   | Dur (ext.)      | Chuck Adams            | Todd Woodbridge     | 6-4, 6-4                  |         |
| 32 | 19/04/1993 | Volvo Monte-Carlo Open, Roquebrune-Cap-Martin         | Super 9             | 1 400 000 $ | Terre (ext.)    | Sergi Bruguera         | Cédric Pioline      | 7-62, 6-0                 | Tableau |
| 33 | 26/04/1993 | Verizon Tennis Challenge, Atlanta                     | World Series        | 275 000 $   | Terre (ext.)    | Jacco Eltingh          | Bryan Shelton       | 7-61, 6-2                 |         |
| 34 | 26/04/1993 | BMW Open, Munich                                      | World Series        | 275 000 $   | Terre (ext.)    | Ivan Lendl             | Michael Stich       | 7-62, 6-3                 | Tableau |
| 35 | 26/04/1993 | Trofeo Grupo Zeta Villa de Madrid, Madrid             | World Series        | 775 000 $   | Terre (ext.)    | Stefan Edberg          | Sergi Bruguera      | 6-3, 6-3, 6-2             |         |
| 36 | 03/05/1993 | USTA Men's Clay Courts of Tampa, Tampa                | World Series        | 235 000 $   | Terre (ext.)    | Jaime Yzaga            | Richard Fromberg    | 6-4, 6-2                  |         |
| 37 | 03/05/1993 | ATP German Open, Hambourg                             | Super 9             | 1 450 000 $ | Terre (ext.)    | Michael Stich          | Andrei Chesnokov    | 6-3, 61-7, 7-67, 6-4      |         |
| 38 | 10/05/1993 | Italian Open, Rome                                    | Super 9             | 1 500 000 $ | Terre (ext.)    | Jim Courier            | Goran Ivanišević    | 6-1, 6-2, 6-2             |         |
| 39 | 10/05/1993 | America's Red Clay Tennis Championship, Coral Springs | World Series        | 200 000 $   | Terre (ext.)    | Todd Martin            | David Wheaton       | 6-3, 6-4                  |         |
| 40 | 17/05/1993 | Internazionali di Carisbo, Bologne                    | World Series        | 300 000 $   | Terre (ext.)    | Jordi Burillo          | Andrei Cherkasov    | 7-64, 67-7, 6-1           |         |
| 41 | 24/05/1993 | Roland-Garros, Paris                                  | G. Chelem           | 4 162 280 $ | Terre (ext.)    | Sergi Bruguera         | Jim Courier         | 6-4, 2-6, 6-2, 3-6, 6-3   | Tableau |
| 42 | 07/06/1993 | Torneo Internazionale Citta di Firenze, Florence      | World Series        | 275 000 $   | Terre (ext.)    | Thomas Muster          | Jordi Burillo       | 6-1, 7-5                  |         |
| 43 | 07/06/1993 | The Stella Artois Championships, Londres              | World Series        | 600 000 $   | Gazon (ext.)    | Michael Stich          | Wayne Ferreira      | 6-3, 6-4                  |         |
| 44 | 07/06/1993 | Continental Grass Court Championships, Rosmalen       | World Series        | 275 000 $   | Gazon (ext.)    | Arnaud Boetsch         | Wally Masur         | 3-6, 6-3, 6-3             |         |
| 45 | 14/06/1993 | IP Cup, Gênes                                         | World Series        | 275 000 $   | Terre (ext.)    | Thomas Muster          | Magnus Gustafsson   | 7-63, 6-4                 |         |
| 46 | 14/06/1993 | Gerry Weber Open, Halle                               | World Series        | 350 000 $   | Gazon (ext.)    | Henri Leconte          | Andrei Medvedev     | 6-2, 6-3                  |         |
| 47 | 14/06/1993 | Manchester Open, Manchester                           | World Series        | 275 000 $   | Gazon (ext.)    | Jason Stoltenberg      | Wally Masur         | 6-1, 6-3                  |         |
| 48 | 21/06/1993 | The Championships, Wimbledon                          | G. Chelem           | 3 592 425 $ | Gazon (ext.)    | Pete Sampras           | Jim Courier         | 7-63, 7-66, 3-6, 6-3      | Tableau |
| 49 | 05/07/1993 | Hall of Fame Tennis Championships, Newport            | World Series        | 175 000 $   | Gazon (ext.)    | Greg Rusedski          | Javier Frana        | 7-5, 67-7, 7-65           |         |
| 50 | 05/07/1993 | Rado Open, Gstaad                                     | World Series        | 375 000 $   | Terre (ext.)    | Sergi Bruguera         | Karel Nováček       | 6-3, 6-4                  |         |
| 51 | 05/07/1993 | Swedish Open, Bastad                                  | World Series        | 235 000 $   | Terre (ext.)    | Horst Skoff            | Ronald Agénor       | 7-5, 1-6, 6-0             |         |
| 52 | 19/07/1993 | Mercedes Cup, Stuttgart                               | Championship Series | 915 000 $   | Terre (ext.)    | Magnus Gustafsson      | Michael Stich       | 6-3, 6-4, 3-6, 4-6, 6-4   |         |
| 53 | 19/07/1993 | Legg Mason Tennis Classic, Washington                 | Championship Series | 500 000 $   | Dur (ext.)      | Amos Mansdorf          | Todd Martin         | 7-63, 7-5                 |         |
| 54 | 26/07/1993 | Dutch Open, Hilversum                                 | World Series        | 235 000 $   | Terre (ext.)    | Carlos Costa           | Magnus Gustafsson   | 6-1, 6-2, 6-3             |         |
| 55 | 26/07/1993 | Canadian Open, Montréal                               | Super 9             | 1 400 000 $ | Dur (ext.)      | Mikael Pernfors        | Todd Martin         | 2-6, 6-2, 7-5             |         |
| 56 | 02/08/1993 | Generali Austrian Open, Kitzbühel                     | World Series        | 375 000 $   | Terre (ext.)    | Thomas Muster          | Javier Sánchez      | 6-3, 7-5, 6-4             |         |
| 57 | 02/08/1993 | Škoda Czech Open, Prague                              | World Series        | 340 000 $   | Terre (ext.)    | Sergi Bruguera         | Andrei Chesnokov    | 7-5, 6-4                  |         |
| 58 | 02/08/1993 | Volvo Tennis, Los Angeles                             | World Series        | 275 000 $   | Dur (ext.)      | Richard Krajicek       | Michael Chang       | 0-6, 7-63, 7-65           |         |
| 59 | 09/08/1993 | San Marino Cepu Open, Saint-Marin                     | World Series        | 275 000 $   | Terre (ext.)    | Thomas Muster          | Renzo Furlan        | 7-5, 7-5                  |         |
| 60 | 09/08/1993 | Thriftway ATP Championships, Cincinnati               | Super 9             | 1 400 000 $ | Dur (ext.)      | Michael Chang          | Stefan Edberg       | 7-5, 0-6, 6-4             |         |
| 61 | 16/08/1993 | RCA US Men's Hardcourt Championships, Indianapolis    | Championship Series | 915 000 $   | Dur (ext.)      | Jim Courier            | Boris Becker        | 7-5, 6-3                  |         |
| 62 | 16/08/1993 | Volvo International, New Haven                        | Championship Series | 915 000 $   | Dur (ext.)      | Andrei Medvedev        | Petr Korda          | 7-5, 6-4                  |         |
| 63 | 23/08/1993 | Croatia Open, Umag                                    | World Series        | 275 000 $   | Terre (ext.)    | Thomas Muster          | Alberto Berasategui | 7-5, 3-6, 6-3             |         |
| 64 | 23/08/1993 | Waldbaum’s Hamlet Cup, Long Island                    | World Series        | 275 000 $   | Dur (ext.)      | Marc Rosset            | Michael Chang       | 6-4, 3-6, 6-1             |         |
| 65 | 23/08/1993 | OTB International, Schenectady                        | World Series        | 175 000 $   | Dur (ext.)      | Thomas Enqvist         | Brett Steven        | 4-6, 6-3, 7-60            |         |
| 66 | 30/08/1993 | US Open, Flushing Meadows                             | G. Chelem           | 4 000 000 $ | Dur (ext.)      | Pete Sampras           | Cédric Pioline      | 6-4, 6-4, 6-3             | Tableau |
| 67 | 13/09/1993 | Romanian Open, Bucarest                               | World Series        | 500 000 $   | Terre (ext.)    | Goran Ivanišević       | Andrei Cherkasov    | 6-2, 7-65                 |         |
| 68 | 13/09/1993 | Grand Prix Passing Shot, Bordeaux                     | World Series        | 330 000 $   | Terre (ext.)    | Sergi Bruguera         | Diego Nargiso       | 7-5, 6-2                  |         |
| 69 | 27/09/1993 | Campionati Internazionali di Sicilia, Palerme         | World Series        | 290 000 $   | Terre (ext.)    | Thomas Muster          | Sergi Bruguera      | NC                        |         |
| 70 | 27/09/1993 | Malaysian Salem Open, Kuala Lumpur                    | World Series        | 275 000 $   | Dur (int.)      | Michael Chang          | Jonas Svensson      | 6-0, 6-4                  |         |
| 71 | 27/09/1993 | Davidoff Swiss Indoors, Bâle                          | World Series        | 775 000 $   | Dur (int.)      | Michael Stich          | Stefan Edberg       | 6-4, 65-7, 6-3, 6-2       |         |
| 72 | 04/10/1993 | Ansett Australian Indoor Championships, Sydney        | Championship Series | 875 000 $   | Dur (int.)      | Jaime Yzaga            | Petr Korda          | 6-2, 4-6, 7-64, 7-67      |         |
| 73 | 04/10/1993 | Athens Open, Athènes                                  | World Series        | 175 000 $   | Terre (ext.)    | Jordi Arrese           | Alberto Berasategui | 6-4, 3-6, 6-3             |         |
| 74 | 04/10/1993 | Grand Prix de tennis de Toulouse, Toulouse            | World Series        | 375 000 $   | Dur (int.)      | Arnaud Boetsch         | Cédric Pioline      | 7-65, 3-6, 6-3            |         |
| 75 | 11/10/1993 | Seiko Super Tennis, Tokyo                             | Championship Series | 875 000 $   | Dur (int.)      | Ivan Lendl             | Todd Martin         | 6-4, 6-4                  |         |
| 76 | 11/10/1993 | Bolzano Indoor, Bolzano                               | World Series        | 29 000 $    | Moquette (int.) | Jonathan Stark         | Cédric Pioline      | 6-3, 6-2                  |         |
| 77 | 11/10/1993 | Riklis Israel Open, Tel Aviv                          | World Series        | 175 000 $   | Dur (ext.)      | Stefano Pescosolido    | Amos Mansdorf       | 7-65, 7-5                 |         |
| 78 | 18/10/1993 | CA-TennisTrophy, Vienne                               | World Series        | 275 000 $   | Moquette (int.) | Goran Ivanišević       | Thomas Muster       | 4-6, 6-4, 6-4, 7-63       |         |
| 79 | 18/10/1993 | Grand Prix de tennis de Lyon, Lyon                    | World Series        | 575 000 $   | Moquette (int.) | Pete Sampras           | Cédric Pioline      | 7-65, 1-6, 7-5            |         |
| 80 | 18/10/1993 | Salem Open-Beijing, Pékin                             | World Series        | 275 000 $   | Moquette (int.) | Michael Chang          | Greg Rusedski       | 7-65, 66-7, 6-4           |         |
| 81 | 25/10/1993 | Stockholm Open, Stockholm                             | Super 9             | 1 400 000 $ | Dur (int.)      | Michael Stich          | Goran Ivanišević    | 4-6, 7-66, 7-63, 6-2      |         |
| 82 | 25/10/1993 | Hellmann's Cup, Santiago                              | World Series        | 200 000 $   | Terre (ext.)    | Javier Frana           | Emilio Sánchez      | 7-5, 3-6, 6-3             |         |
| 83 | 01/11/1993 | Open de Paris-Bercy, Paris                            | Super 9             | 1 915 000 $ | Moquette (int.) | Goran Ivanišević       | Andrei Medvedev     | 6-4, 6-2, 7-62            |         |
| 84 | 01/11/1993 | Banespa Open, São Paulo                               | World Series        | 175 000 $   | Terre (ext.)    | Alberto Berasategui    | Slava Doseděl       | 6-4, 6-3                  |         |
| 85 | 08/11/1993 | Topper South American Open, Buenos Aires              | World Series        | 275 000 $   | Terre (ext.)    | Carlos Costa           | Alberto Berasategui | 3-6, 6-1, 6-4             |         |
| 86 | 08/11/1993 | Kremlin Cup, Moscou                                   | World Series        | 325 000 $   | Moquette (int.) | Marc Rosset            | Patrik Kühnen       | 6-4, 6-3                  |         |
| 86 | 08/11/1993 | European Community Championships, Anvers              | World Series        | 1 085 000 $ | Moquette (int.) | Pete Sampras           | Magnus Gustafsson   | 6-1, 6-4                  |         |
| 88 | 15/11/1993 | ATP Tour World Championships, Francfort               | Masters             | 2 750 000 $ | Moquette (int.) | Michael Stich          | Pete Sampras        | 7-63, 2-6, 7-67, 6-2      | Tableau |
| 89 | 06/12/1993 | Compaq Grand Slam Cup, Munich                         | NC                  | 6 000 000 $ | Moquette (int.) | Petr Korda             | Michael Stich       | 2-6, 6-4, 7-65, 2-6, 11-9 |         |

### Double mixte
| No | Date       | Nom et lieu du tournoi         | Catégorie | Dotation    | Surface      | Vainqueurs                         | Finalistes                         | Score         |         |
| -- | ---------- | ------------------------------ | --------- | ----------- | ------------ | ---------------------------------- | ---------------------------------- | ------------- | ------- |
| 1  | 18/01/1993 | Ford Australian Open Melbourne | G. Chelem | 1 942 170 $ | Dur (ext.)   | Arantxa Sánchez Todd Woodbridge    | Zina Garrison Rick Leach           | 7-5, 6-4      | Tableau |
| 2  | 24/05/1993 | Roland-Garros Paris            | G. Chelem | 4 162 280 $ | Terre (ext.) | Eugenia Maniokova Andreï Olhovskiy | Elna Reinach Danie Visser          | 6-2, 4-6, 6-4 | Tableau |
| 3  | 21/06/1993 | The Championships Wimbledon    | G. Chelem | 3 592 425 $ | Gazon (ext.) | Martina Navrátilová Mark Woodforde | Manon Bollegraf Tom Nijssen        | 6-3, 6-4      | Tableau |
| 4  | 30/08/1993 | US Open Flushing Meadows       | G. Chelem | 4 000 000 $ | Dur (ext.)   | Helena Suková Todd Woodbridge      | Martina Navrátilová Mark Woodforde | 6-3, 7-66     | Tableau |

### Compétitions par équipes
| | Australie | 1                                | -  | 4  | Allemagne |    |   |
| --- | --------- | -------------------------------- | -- | -- | --------- | -- | - |
| Exhibition Hall, Düsseldorf, Allemagne |           |                                  |    |    |           |    |   |
| du 03 au 05 décembre 1993 sur terre battue (int.) |           |                                  |    |    |           |    |   |
| \| 1 \| \| Jason Stoltenberg \| 7 \| 3 \| 1 \| 6 \| 3 \| \| 1 \| \| Michael Stich \| 62 \| 6 \| 6 \| 4 \| 6 \| \| 2 \| \| Richard Fromberg \| 3 \| 5 \| 7 \| 6 \| 9 \| \| 2 \| \| Marc-Kevin Goellner \| 6 \| 7 \| 68 \| 2 \| 7 \| \| 3 \| \| Mark Woodforde - Todd Woodbridge \| 64 \| 6 \| 3 \| 64 \| \| \| 3 \| \| Patrik Kühnen - Michael Stich \| 7 \| 4 \| 6 \| 7 \| \| \| \| \| \| \| \| \| \| \| \| 4 \| \| Richard Fromberg \| 4 \| 2 \| 2 \| \| \| \| 4 \| \| Michael Stich \| 6 \| 6 \| 6 \| \| \| \| \| \| \| \| \| \| \| \| \| 5 \| \| Jason Stoltenberg \| 1 \| 7 \| 63 \| \| \| \| 5 \| \| Marc-Kevin Goellner \| 6 \| 62 \| 7 \| \| \| \| \| \| \| \| \| \| \| \| |           |                                  |    |    |           |    |   |
| 1 |           | Jason Stoltenberg                | 7  | 3  | 1         | 6  | 3 |
| 1 |           | Michael Stich                    | 62 | 6  | 6         | 4  | 6 |
| 2 |           | Richard Fromberg                 | 3  | 5  | 7         | 6  | 9 |
| 2 |           | Marc-Kevin Goellner              | 6  | 7  | 68        | 2  | 7 |
| 3 |           | Mark Woodforde - Todd Woodbridge | 64 | 6  | 3         | 64 |   |
| 3 |           | Patrik Kühnen - Michael Stich    | 7  | 4  | 6         | 7  |   |
| |           |                                  |    |    |           |    |   |
| 4 |           | Richard Fromberg                 | 4  | 2  | 2         |    |   |
| 4 |           | Michael Stich                    | 6  | 6  | 6         |    |   |
| |           |                                  |    |    |           |    |   |
| 5 |           | Jason Stoltenberg                | 1  | 7  | 63        |    |   |
| 5 |           | Marc-Kevin Goellner              | 6  | 62 | 7         |    |   |
| |           |                                  |    |    |           |    |   |

| 1 |  | Jason Stoltenberg                | 7  | 3  | 1  | 6  | 3 |
| 1 |  | Michael Stich                    | 62 | 6  | 6  | 4  | 6 |
| 2 |  | Richard Fromberg                 | 3  | 5  | 7  | 6  | 9 |
| 2 |  | Marc-Kevin Goellner              | 6  | 7  | 68 | 2  | 7 |
| 3 |  | Mark Woodforde - Todd Woodbridge | 64 | 6  | 3  | 64 |   |
| 3 |  | Patrik Kühnen - Michael Stich    | 7  | 4  | 6  | 7  |   |
|   |  |                                  |    |    |    |    |   |
| 4 |  | Richard Fromberg                 | 4  | 2  | 2  |    |   |
| 4 |  | Michael Stich                    | 6  | 6  | 6  |    |   |
|   |  |                                  |    |    |    |    |   |
| 5 |  | Jason Stoltenberg                | 1  | 7  | 63 |    |   |
| 5 |  | Marc-Kevin Goellner              | 6  | 62 | 7  |    |   |
|   |  |                                  |    |    |    |    |   |

|  | Équipe 1  | Score | Équipe 2 |  |
|  | Allemagne | 2 – 1 | Espagne  |  |

| Ordre des matchs | Joueurs                          | Points au premier set | Points au second set | Points au troisième set |
| ---------------- | -------------------------------- | --------------------- | -------------------- | ----------------------- |
| 1                | Steffi Graf                      | 6                     | 6                    |                         |
| 1                | Arantxa Sánchez                  | 4                     | 3                    |                         |
|                  |                                  |                       |                      |                         |
| 2                | Michael Stich                    | 7                     | 6                    |                         |
| 2                | Emilio Sánchez                   | 5                     | 3                    |                         |
|                  |                                  |                       |                      |                         |
| 3 (sans enjeu)   | Steffi Graf -Michael Stich       | forfait               |                      |                         |
| 3 (sans enjeu)   | Arantxa Sánchez - Emilio Sánchez |                       |                      |                         |

|  | Équipe 1   | Score | Équipe 2  |  |
|  | États-Unis | 3 – 0 | Allemagne |  |

| Ordre des matchs | Joueurs                           | Points au premier set | Points au second set | Points au troisième set |
| ---------------- | --------------------------------- | --------------------- | -------------------- | ----------------------- |
| 1                | Pete Sampras                      | 6                     | 6                    |                         |
| 1                | Michael Stich                     | 4                     | 2                    |                         |
|                  |                                   |                       |                      |                         |
| 2                | Michael Chang                     | 6                     | 7                    |                         |
| 2                | Carl-Uwe Steeb                    | 3                     | 6                    |                         |
|                  |                                   |                       |                      |                         |
| 3 (sans enjeu)   | Patrick McEnroe - Richey Reneberg | 6                     | 6                    |                         |
| 3 (sans enjeu)   | Patrik Kühnen - Michael Stich     | 4                     | 3                    |                         |

## Informations statistiques
Les tournois sont listés par ordre chronologique.

### En simple
| Joueur           | Nombre | Titre(s)                                                          |
| Pete Sampras     | 8      | Sydney, Miami, Tokyo, Hong Kong, Wimbledon, US Open, Lyon, Anvers |
| Sergi Bruguera   | 5      | Monte-Carlo, Roland-Garros, Gstaad, Prague, Bordeaux              |
| Jim Courier      | 4      | Open d'Australie, Memphis, Indian Wells, Rome                     |
| Goran Ivanišević | 3      | Bucarest, Vienne, Paris                                           |

| Joueur | Début de carrière | Premier titre |
|        | ????              | tournoi       |

### En double
| Joueur | Nombre | Titre(s)           |
|        | ?      | liste des tournois |

| Joueur | Début de carrière | Premier titre |
|        | ????              | tournoi       |